# Coleophora kalmiella
Coleophora kalmiella é uma espécie de mariposa do gênero Coleophora pertencente à família Coleophoridae.